# Natalia Kuikka
Natalia Kuikka (* 1. Dezember 1995) ist eine finnische Fußballnationalspielerin, die aktuell bei den Chicago Red Stars unter Vertrag steht. 2017, 2020, 2021, 2022 und 2023 wurde sie als Finnische Fußballerin des Jahres ausgezeichnet.

## Karriere

### Verein
Kuikka begann ihre Karriere bei Visan Pallo, das im Oktober 2011 mit Kemin Into zum Verein Merilappi United fusionierte. Im Jahr 2013 war sie an den finnischen Erstligisten Kokkola Futis 10 ausgeliehen und kam dort zu ersten Einsätzen in der Naisten Liiga, während Merilappi United ohne Kuikka der Aufstieg in die höchste finnische Spielklasse im Frauenfußball gelang. Von 2015 bis 2018 spielte sie für die Florida State Seminoles, danach bis 2020 in der Damallsvenskan für Kopparbergs/Göteborg FC, mit dem sie 2020 die erste Meisterschaft des Vereins feiern konnte. Im Oktober 2020 unterschrieb sie einen Zweijahresvertrag beim Portland Thorns FC. Mit dem Verein gewann sie die National Women’s Soccer League 2022.
Im Januar 2024 wechselte sie zu den Chicago Red Stars.

### Nationalmannschaft
Kuikka absolvierte von 2011 bis 2012 sechs Pflichtspiele für die finnische U-17-Nationalmannschaft, ehe sie in den folgenden Jahren zu den Stammspielerinnen der finnischen U-19 gehörte. Am 1. Juni 2013 debütierte sie schließlich bei einem Freundschaftsspiel gegen Frankreich in der finnischen A-Nationalmannschaft und nahm mit dieser an der wenige Wochen später ausgetragenen Europameisterschaft 2013 in Schweden teil, wo sie in allen drei Gruppenspielen Finnlands zum Einsatz kam. Im Sommer 2014 war sie Teil des finnischen Aufgebots bei der U-20-Weltmeisterschaft und kam dort ebenfalls in allen drei Gruppenspielen zum Einsatz, die ohne Punktgewinn endeten.
In der Qualifikation für die WM 2015 hatte sie zwei Einsätze und die Finninnen scheiterten dort ebenso wie bei der Qualifikation für die EM 2017 – als einziger Teilnehmer von 2013 – und der Qualifikation für die WM 2019. Sie war dabei in acht bzw. sechs Spielen eingesetzt worden und hatte ihr erstes A-Länderspieltor am 27. Oktober 2015 erzielt. Danach konnten sich die Finninnen im Februar 2021 wieder für eine Endrunde qualifizieren. Kuikka kam dabei in allen acht Qualifikationsspielen zum Einsatz und verpasste keine Minute. In den ersten sechs Spielen der Qualifikation für die WM 2023 wurde sie nur im zweiten Spiel nicht eingesetzt. Am 9. Juni 2022 wurde sie für die EM-Endrunde nominiert. Auch 2025 stand sie im finnischen Kader für die Europameisterschaft. Hier bestritt sie im ersten Gruppenspiel gegen Island ihr 100. Länderspiel und erzielte beim 1:1-Unentschieden im letzten Vorrundenspiel gegen die Schweiz per Elfmeter einen Treffer, schied mit ihrer Mannschaft aber gleichwohl aus.

## Erfolge
Kopparbergs/Göteborg FC
- Schwedische Meisterin: 2020
- Schwedische Pokalsiegerin: 2018/2019

Portland Thorns
- NWSL Challenge Cup 2021
- NWSL Siegerin 2022